# Myrcia almasensis
Espèce
Statut de conservation UICN

 VU D2 : Vulnérable
Myrcia almasensis est une espèce de plantes à fleurs de la famille des Myrtaceae. C'est un arbuste ou un arbre endémique du Brésil (Bahia). Il pousse en milieu tropical à saison sèche. 

## Publication originale
- Kew Bulletin 49(2): 322–323. 1994.